# Premio Leica Oskar Barnack
El Premio Leica Oskar Barnack es un premio otorgado por Leica en honor a Oskar Barnack que inventó esa cámara fotográfica.
Se creó en 1979 y está dotado con 5000 euros, otorgándose cada año a principios de julio en los Encuentros de Arlés que están considerados como un importante acontecimiento fotográfico de carácter internacional.
Los fotógrafos premiados han sido:
- 1980 : Floris Bergkamp (Países Bajos)
- 1981 : Björn Larsson (Suecia)
- 1982 : Wendy Watriss (Estados Unidos)
- 1983 : Neil McGahee (Estados Unidos)
- 1984 : Stormi Greener (Estados Unidos)
- 1985 : Sebastião Salgado (Brasil)
- 1986 : David C. Turnley (Estados Unidos)
- 1987 : Jeff Share (Estados Unidos)
- 1988 : Chris Steele-Perkins (Reino Unido)
- 1989 : Charles Mason (Estados Unidos)
- 1990 : Raphaël Gaillarde (Francia)
- 1991 : Barry Lewis (Reino Unido)
- 1992 : Sebastião Salgado (Brasil)
- 1993-1994 : Eugene Richards (Estados Unidos)
- 1994 : Gianni Berengo Gardin (Italia)
- 1995 : Larry Towell (Canadá)
- 1996 : Jane Evelyn Atwood (Estados Unidos)
- 1997 : Fabio Ponzio (Italia)
- 1999 : Claudine Doury (Francia)
- 2000 : Luc Delahaye (Francia)
- 2001 : Bertrand Meunier (Francia)
- 2002 : Narelle Autio (Australia)
- 2003 : Andrea Hoyer (Alemania)
- 2004 : Peter Granser (Austria)
- 2005 : Guy Tillim (Sudáfrica)
- 2006 : Tomas Munita (Chile)
- 2007 : Julio Bittencourt (Brasil) con mención honorífica para José Cendón (España) y Margaret M. de Lange (Noruega).
- 2008 : Lucia Nimcová (República Checa), project Unofficial
- 2009 : Mikhael Subotzky (Sudáfrica)
- 2010 : Jens Olof Lasthein, (Suecia)
- 2011 : Jan Grarup (Dinamarca)
- 2012 : Frank Hallam Day (Estados Unidos)
- 2013 : Evgenia Arbugaeva (Rusia)
- 2014 : Martin Kollar (Eslovaquia)
- 2015 : JH Engström (Suecia)
- 2016 : Scarlett Coten (Francia)
- 2017 : Terje Abusdal (Noruega)
- 2018 : Max Pinckers (Bélgica)
- 2019 : Mustafah Abdulaziz (Estados Unidos)
- 2020 : Luca Lucatelli (Italia)
- 2021 : Ana María Arévalo Gosen (Venezuela)
- 2022 : Kiana Hayeri (Afganistán)
- 2023 : Ismail Ferdous (Bangladés)
- 2024 : Davide Monteleone (Italia)

Desde 2009 se otorga un premio de fotoperiodismo llamado Leica Oskar Barnack Newcomer Award y los ganadores han sido:
- 2009 : Dominic Nahr (Suiza)
- 2010 : Andy Spyra (Alemania)
- 2011 : Huang Jing (China)
- 2012 : Piotr Zbierski (Polonia)
- 2013 : Ciril Jazbec (Eslovenia)
- 2014 : Alejandro Cegarra (Venezuela)
- 2015 : Wiktoria Wojciechowska, (Polonia)
- 2016 : Clémentine Schneidermann (Francia)
- 2017 : Sergey Melnitchenko (Ucrania)
- 2018 : Mary Gelman (Rusia)
- 2018 : Nanna Heitmann (Alemania)
- 2020 : Gonçalo Fonseca (Portugal)
- 2021 : Emile Ducke (Alemania)
- 2022 : Valentin Goppel  (Alemania)
- 2023 : Ziyi Le (República Popular China)
- 2024 : Maria Gutu (Moldavia)